# Dune di Rosolina e Volto
Dune di Rosolina e Volto este o arie protejată (arie specială de conservare — SAC, sit de importanță comunitară — SCI) din Italia întinsă pe o suprafață de 115 ha, integral pe uscat.

## Localizare
Centrul sitului Dune di Rosolina e Volto este situat la coordonatele 45°05′12″N 12°14′29″E / 45.086667°N 12.241389°E.

## Înființare
Situl Dune di Rosolina e Volto a fost declarat sit de importanță comunitară în septembrie 1995 pentru a proteja un număr necunoscut de specii din flora spontană și fauna sălbatică aflate în arealul zonei. Situl a fost protejat și ca arie specială de conservare în iulie 2018.

## Biodiversitate
Situată în ecoregiunea continentală, aria protejată conține 4 habitate naturale: Păduri de Quercus ilex și Quercus rotundifolia, Dune împădurite cu Pinus pinea și/sau Pinus pinaster, Dune cu vegetație ierboasă Malcolmietalia, Dune de coastă fixe cu vegetație erbacee („dune gri”).
La baza desemnării sitului se află un număr nedeclarat de specii protejate:
Pe lângă speciile protejate, pe teritoriul sitului au mai fost identificate 3 specii de plante.